# Weinzierl am Walde
Weinzierl am Walde je obec v Rakousku ve spolkové zemi Dolní Rakousy v okrese Kremže.

## Geografie

### Geografická poloha
Weinzierl am Walde se nachází ve spolkové zemi Dolní Rakousy v regionu Waldviertel. Leží přibližně 12 km severozápadně od okresního města Kremže. Rozloha území obce činí 44,41 km², z nichž 43,4 % je zalesněných.

### Části obce
Území obce Weinzierl am Walde se skládá z dvanácti částí (v závorce uveden počet obyvatel k 1. 1. 2015):
- Großheinrichschlag (151)
- Habruck (72)
- Himberg (67)
- Lobendorf (67)
- Maigen (66)
- Neusiedl (5)
- Nöhagen (231)
- Ostra (64)
- Reichau (63)
- Stixendorf (162)
- Weinzierl am Walde (240)
- Wolfenreith (69)

### Sousední obce
- na severu: Albrechtsberg an der Großen Krems, Gföhl
- na východu: Senftenberg
- na jihu: Dürnstein, Weißenkirchen in der Wachau, Spitz
- na západu: Mühldorf, Kottes-Purk

## Politika

### Obecní zastupitelstvo
Obecní zastupitelstvo se skládá z 19 členů. Od komunálních voleb v roce 2015 zastávají následující strany tyto mandáty:
- 16 ÖVP
- 3 SPÖ

### Starosta
Nynějším starostou obce Weinzierl am Walde je Herbert Prandtner ze strany ÖVP.

## Galerie

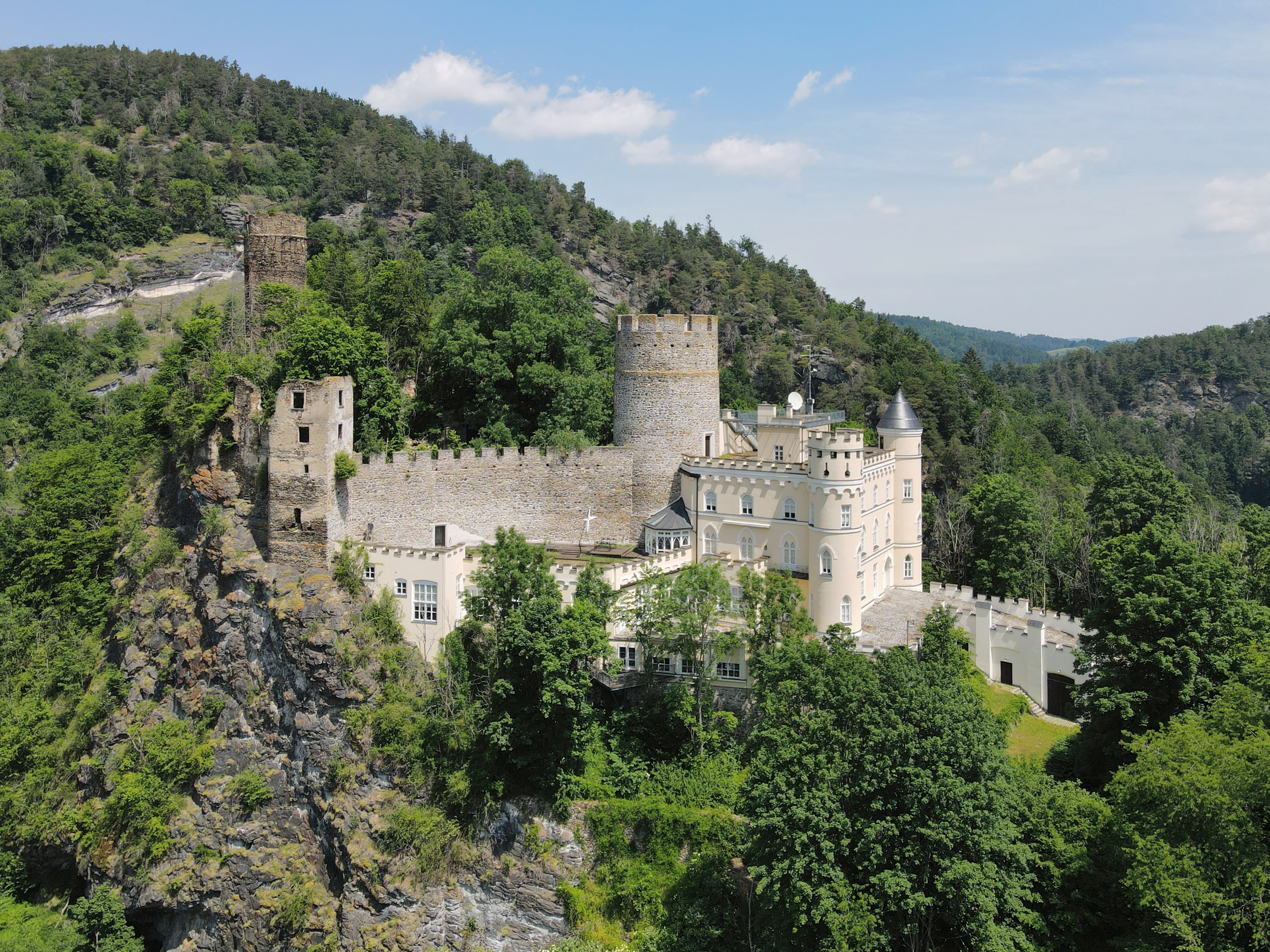
Hrad Hartenstein
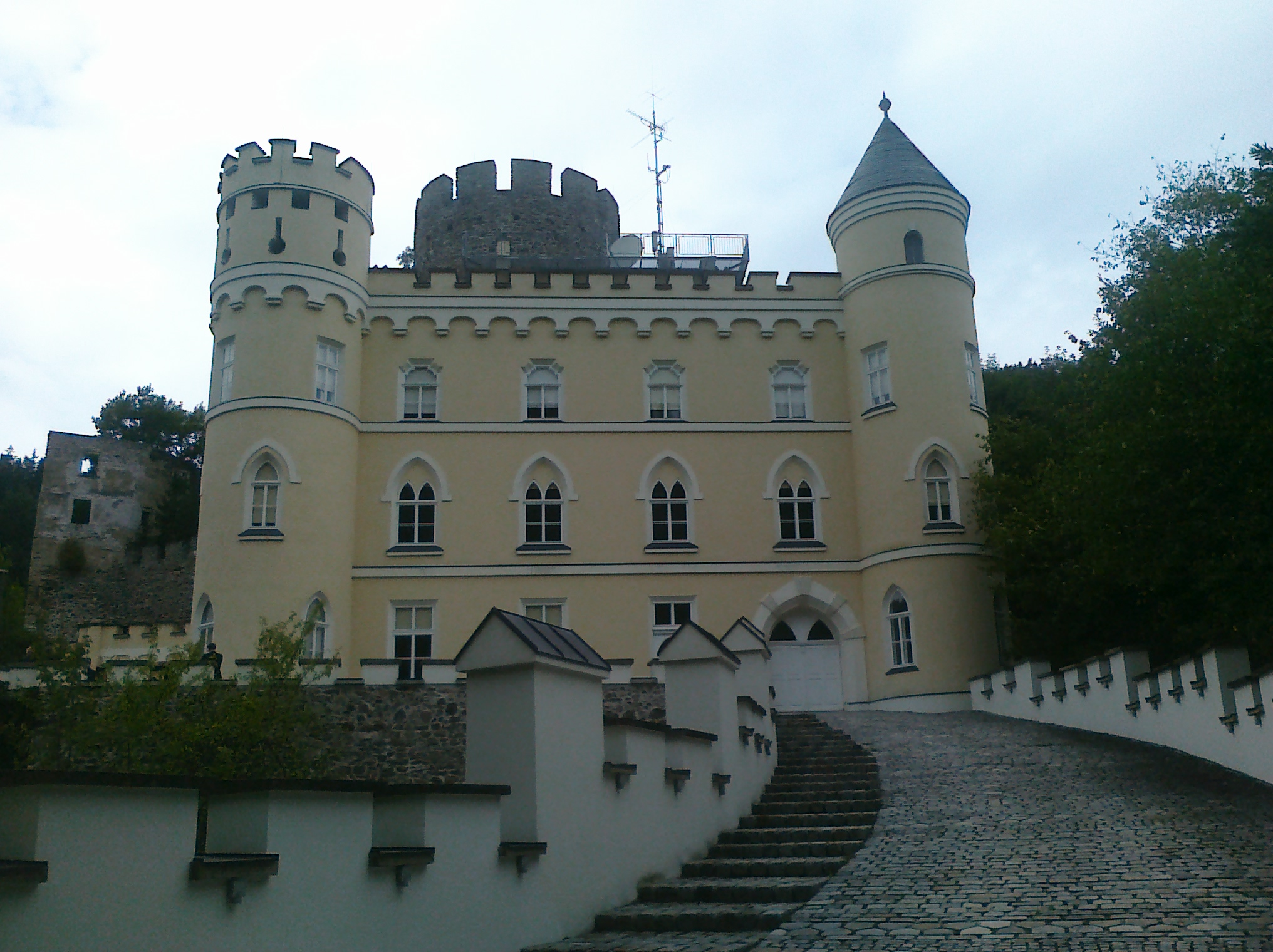
Průčelí hradu Hartenstein
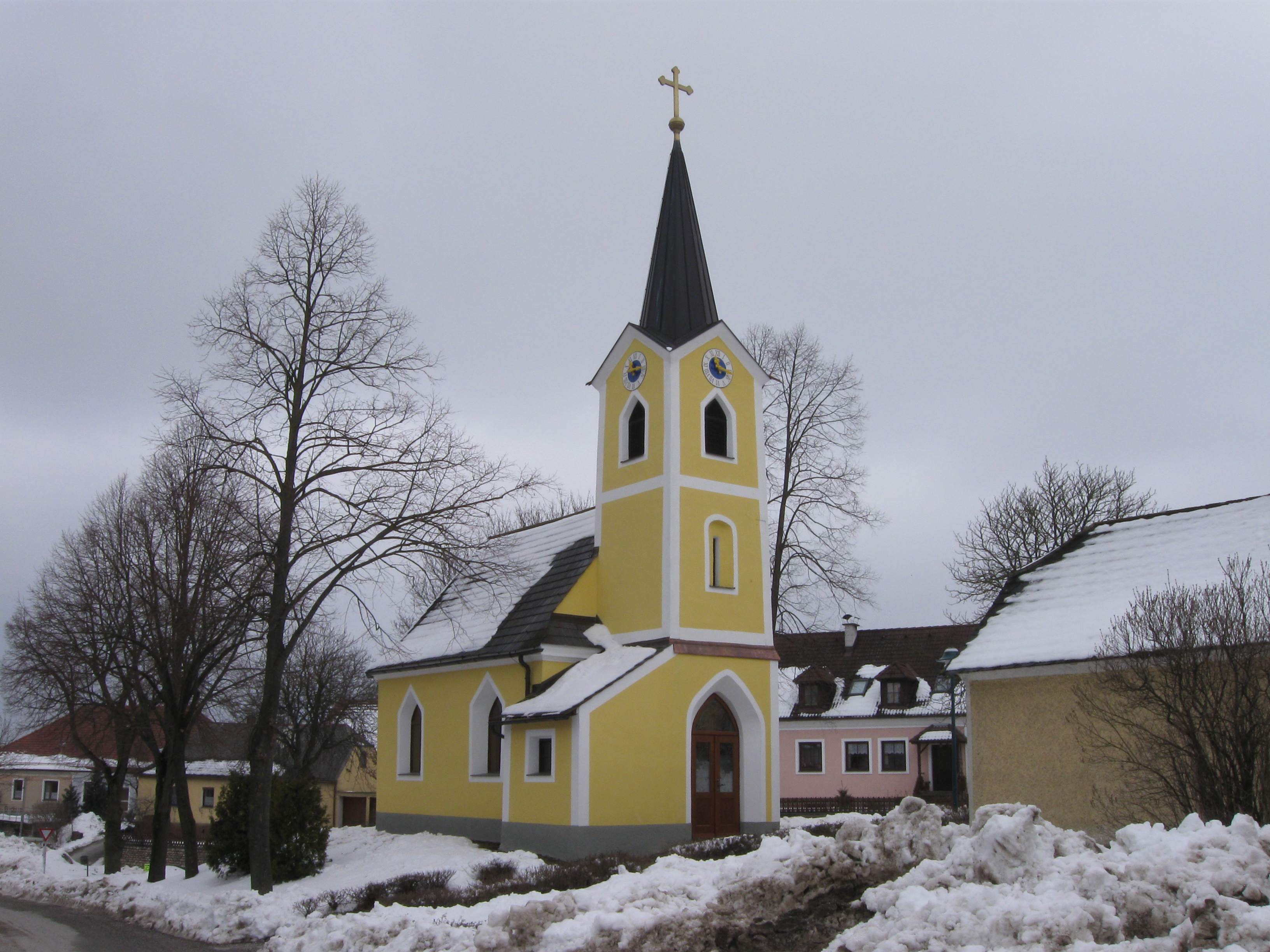
Kaple v Nöhagen
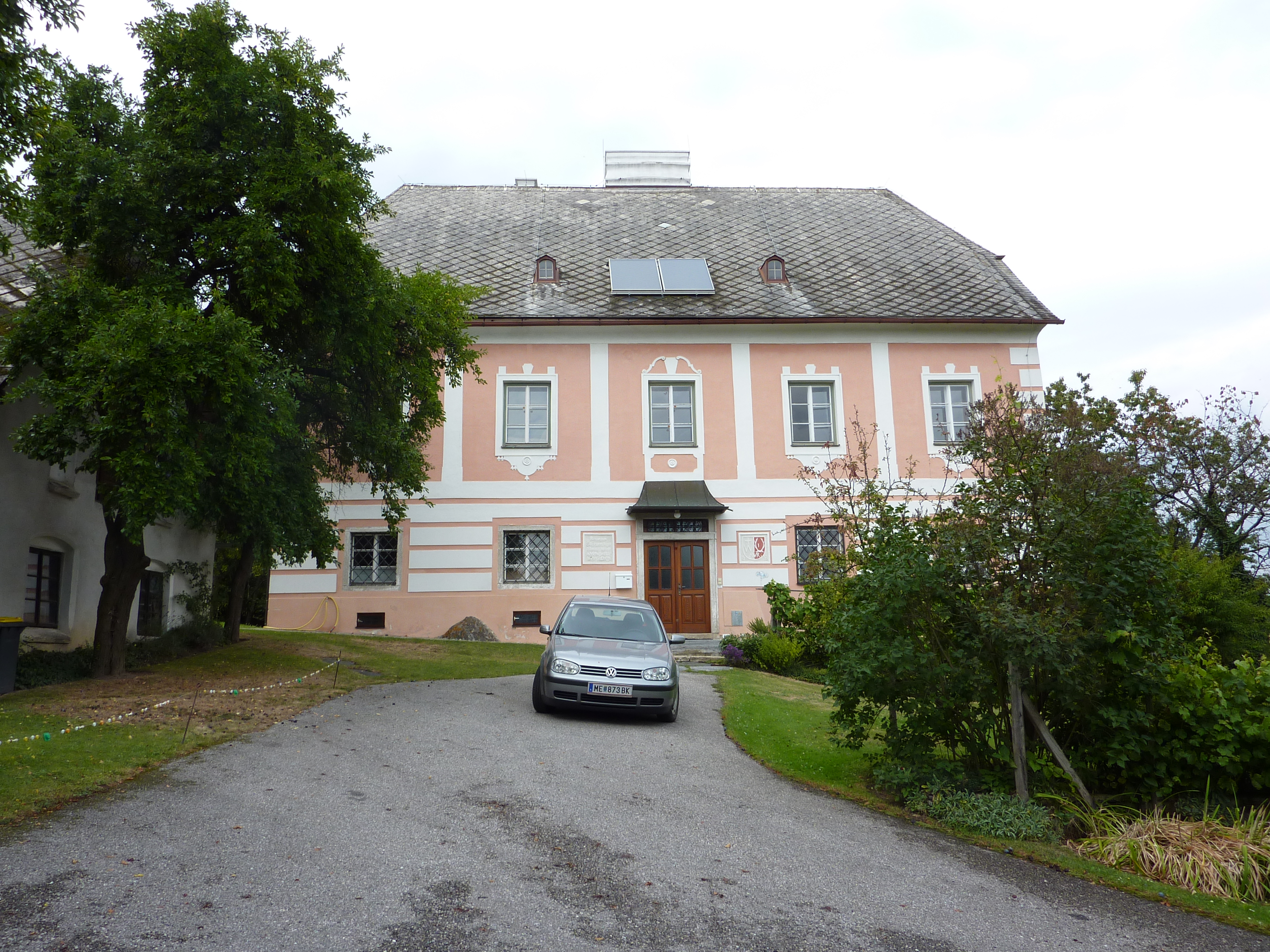
Fara v Großheinrichschlagu
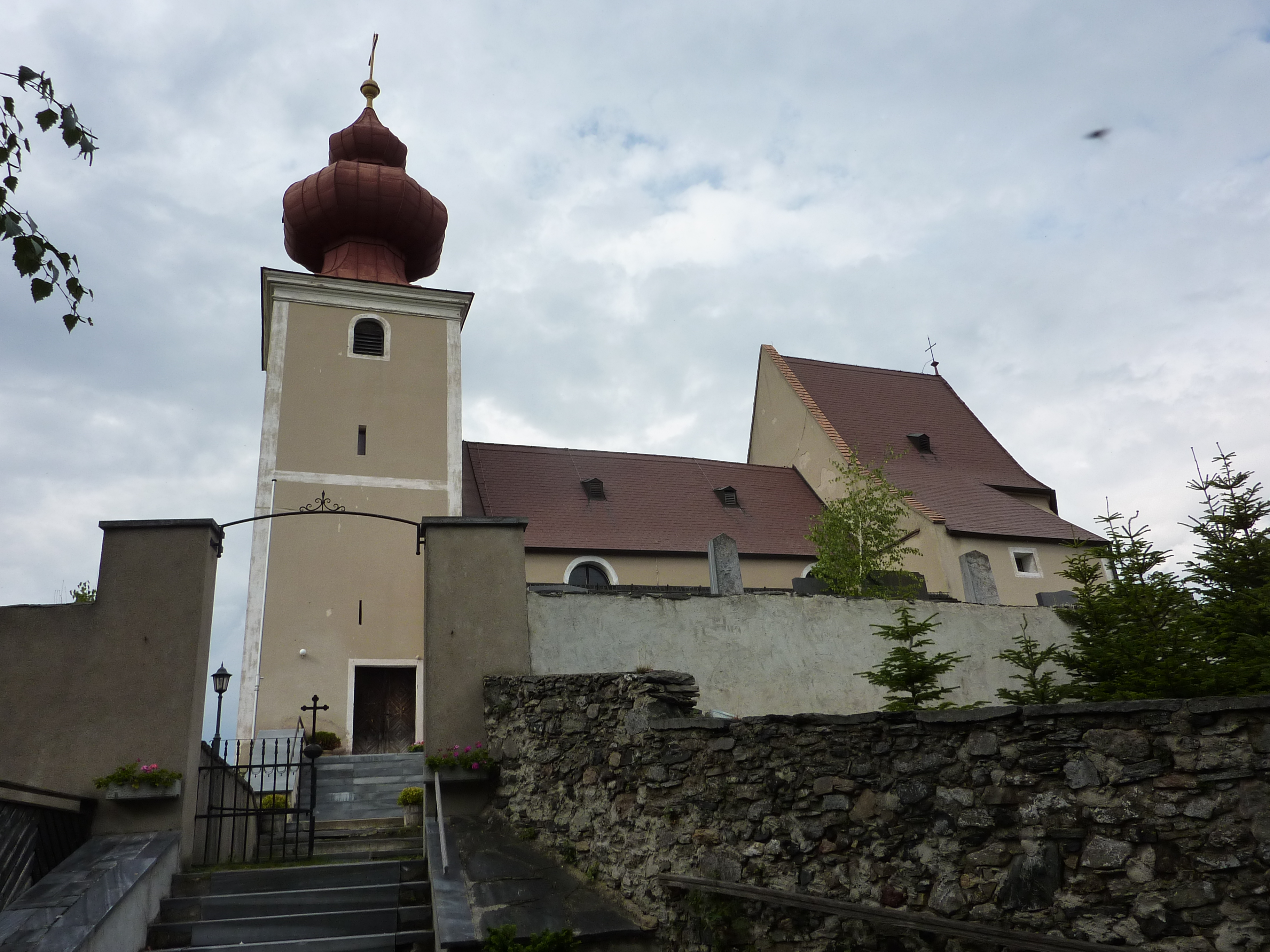
Farní kostel v Großheinrichschlagu
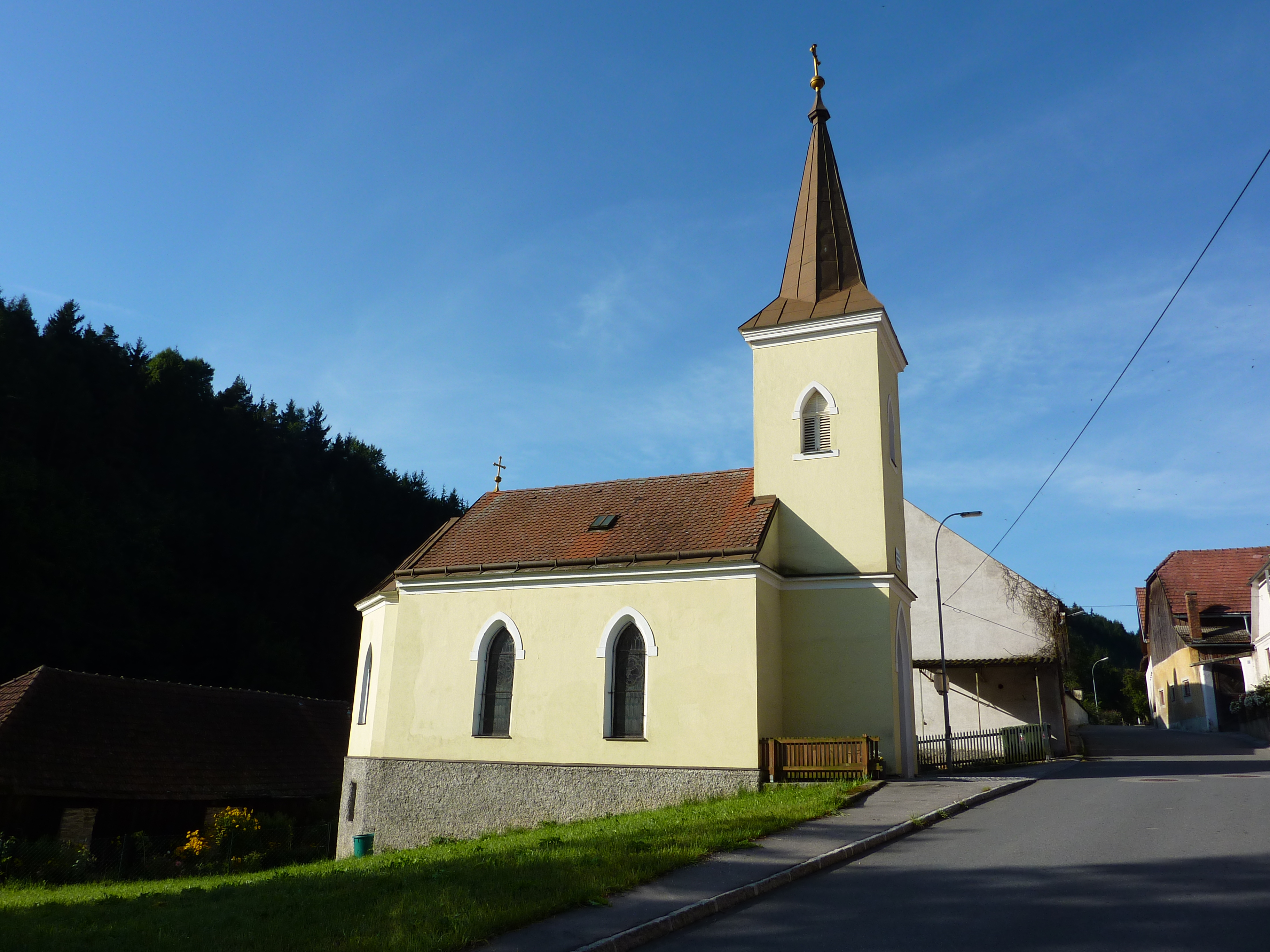
Kaple v Reichau
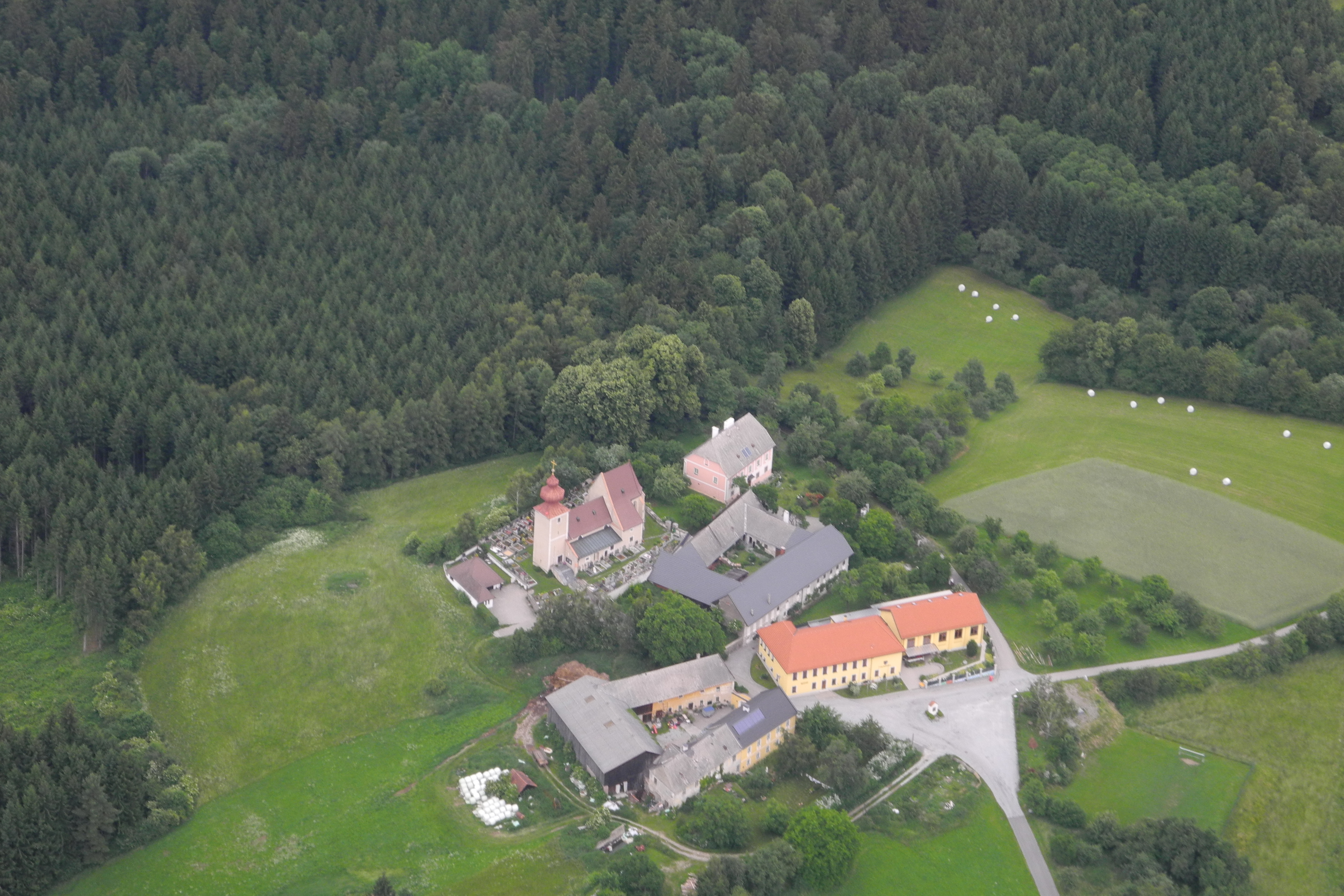
Sankt Johann
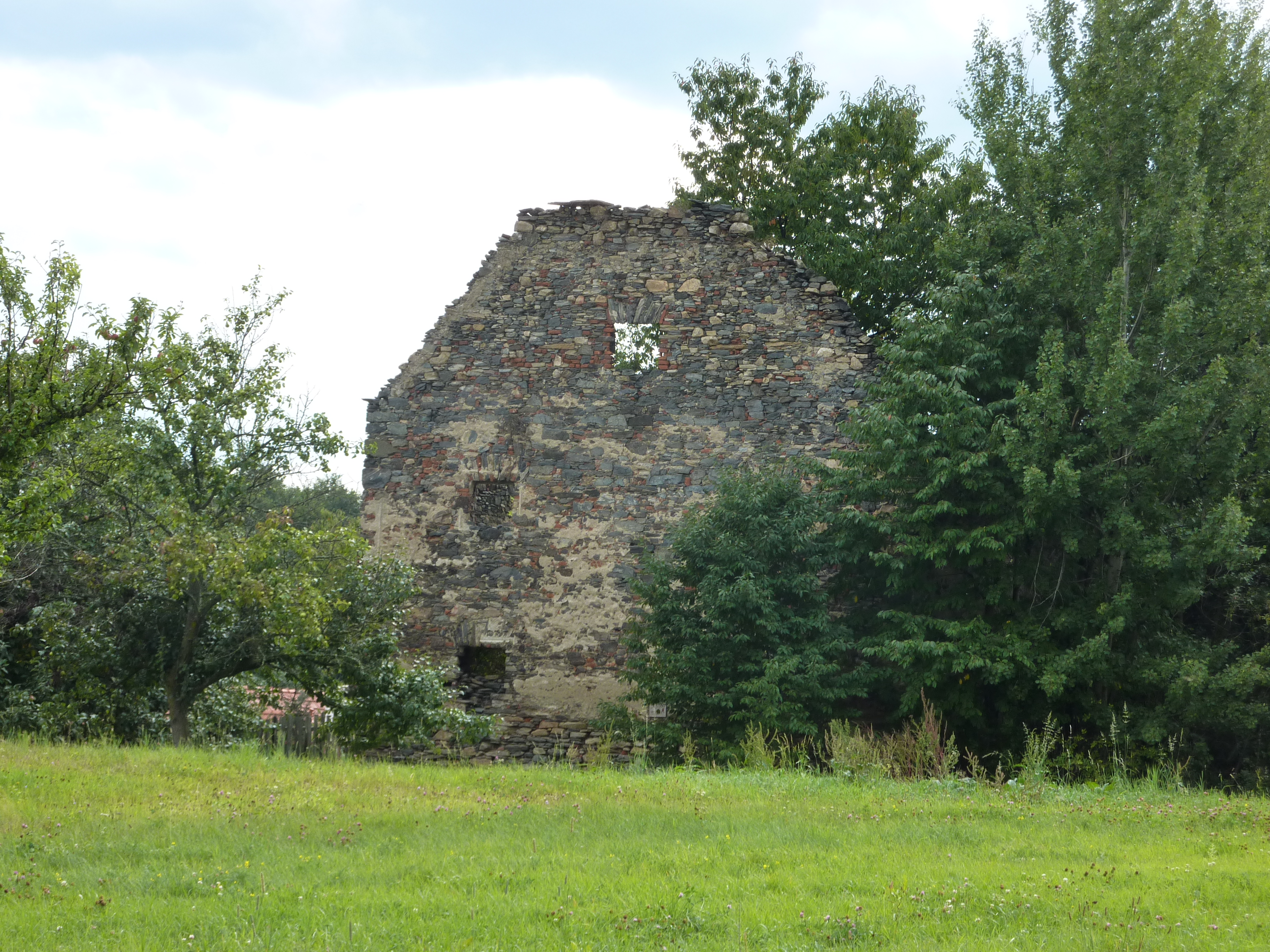
Zřícenina Himberg